# 尼凯阿-圣约阿尼斯伦蒂
尼凯阿-圣约阿尼斯伦蒂（希臘語：Νίκαια-Άγιος Ιωάννης Ρέντη）是希腊阿提卡大區比雷埃夫斯专区的市镇，位于雅典都会区的西南部，行政中心为尼凯阿镇。市镇面积为11.173平方公里，2021年人口数量为103,488人。
此市镇设立于2011年地方政府改革中，由原尼凯阿和圣约阿尼斯伦蒂两市镇合并而成，原市镇则成为此市镇的两个市区。